# James Dunn
James Howard Dunn (Nova York, 2 de novembre de 1905 - Santa Monica, 3 de setembre de 1967) va ser un actor estatunidenc.

## Biografia
Després de bons començaments (Bad Girl, Society Girl, Hello, Sister! ...) a principi dels anys 1930, va haver de lluitar contra l'alcoholisme. Tanmateix, la seva actuació a A Tree Grows in Brooklyn el 1945 li valgué l'Oscar al millor actor secundari. Irònicament, el seu paper en aquesta pel·lícula era el d'un alcohòlic.
Els seus èxits van ser breus i, en el transcurs dels anys 1950, es va quedar a l'atur, i sense el sou es va enfonsar de nou en l'alcoholisme.
Va estar casat amb l'actriu Frances Gifford de 1938 a 1942.
Va morir de complicacions arran d'una operació d'estómac.
Dues estrelles porten el seu nom al Passeig de la Fama de Hollywood, una per a la seva carrera en el cinema, l'altre pels seus papers a la televisió.

## Filmografia parcial
- 1931: Bad Girl de Frank Borzage: Eddie Collins
- 1933: Hello, Sister! d'Erich von Stroheim: Jimmy
- 1933: The Girl in 419 d'Alexander Hall: Dr. Daniel French
- 1934: Bright Eyes  de David Butler: James 'Loop' Merritt
- 1943: Estimada funcionària (Government Girl) de Dudley Nichols: Sergent Joe Blake
- 1945: A Tree Grows in Brooklyn  d'Elia Kazan: Johnny Nolan
- 1962: Hemingway's Adventures of a Young Man  de Martin Ritt: El telegrafista

## Comèdies musicals
- 1940: Panama Hattie de Herbert Fields i Cole Porter, creació a Broadway